# Twelve〜戦国封神伝〜
『Twelve〜戦国封神伝〜』（トゥエルブ〜せんごくほうしんでん〜）とは、2005年8月25日にコナミから発売された、PlayStation Portable向けのシミュレーションロールプレイングゲームである。廉価版が2006年8月10日に発売。
当初PSPでは、発売されるタイトルの多くが他ハードからの移植作品だったが、PSP向けの完全新作（登場人物は100人以上・フルボイス仕様）として発売された。シナリオ･世界設定原案は川上稔、キャラクターデザインは成瀬ちさと。

## 世界観について
この作品は、実在の戦国時代の日本をベースにした「大和」という国を舞台とし魔神を封印するための戦いを描くファンタジーシミュレーションRPGである。勇者達は十二支の精霊に守護されており彼らの神器は精霊がてんじたものである。を描いている。登場人物のほとんどが、実在した戦国武将やその家族をモデルとしている。また異種族として精霊・巨人族・長寿族などが登場し、人間と精霊のかかわりの歴史が作品の一部分にもなっている。その他にも自動人形や航空船といった史実には存在しない機械が登場する。

## 登場人物

### メインキャラクター
ヒビキ（男性）／ミノリ（女性）
声：福山潤（ヒビキ）／能登麻美子（ミノリ）
本作の主人公。18歳。プレイ開始時にどちらかを選択する。所有する神器は「鷹鏡」という日本刀。親が救った罠にかかった鷹が精霊であり、救われた恩返しとしてその日に生まれた主人公の護り刀となった。諸国を廻る旅の剣士だったが、ティエンと出会うことでマサナガの野望に立ち向かうことになる。それでも彼らの職業は「フリーター」である。ヒビキは飄々とした性格で少し間の抜けたところがあり、それに対しミノリはやや気が強い性格。本編では主にティエンが活躍するので基本的に影が薄い。
葵・ティエン（あおい・‐）
声：中原麻衣。
葵家の姫。18歳。母は異国人。マサナガへの人質として尾張家に預けられていたが逃亡し、京に近い山中で主人公と出会う。所有する神器は「虎吠」という槍。生まれたときにあったという。名前は「天」という意味。常に白虎の精霊であるシロマルを連れている。「〜ですの」と、お嬢様口調で話す。真面目で純粋な性格である。
ムメイ
声：諏訪部順一。
傭兵として京の自警団をしていた青年。20歳。京での亡霊騒ぎの際に一行に加わる。所有する神器は「村雨」という太刀。物語中で“犬士”ギキョウから入手する。本名はミツヒデ。マサナガの子供であったが、諸国と戦を始めた父に反発し、10歳の頃に家を飛び出す。ナカエによると「白色を好んだ」という。冷徹な性格だが面倒見が良く、小さい頃はタマヒメの世話をしていた。モデルは明智光秀。
ヤマト
声：谷山紀章。
神戸で航空船を用いた商売をする青年。21歳。京での亡霊騒ぎの際に一行に加わる。所有する神器は「猿吉」という長銃。ワドウから成人の祝いに貰ったらしい。気が合うのか、ムメイとよく掛け合いをしている。島原の反乱の生き残りで、神戸に流れ着き、義父のワドウに育てられる。ヤヨイという妹がいる。血は繋がっていないとされていたが実の兄妹。
セイショウ
声：朴璐美。
ティエンの護衛を務める少年忍者。17歳。ティエンに付随する形で一行に加わる。所有する神器は「白兎小刀」という一対の小刀。代々伝わるものらしい。さまざまな人物に頭が上がらない性格。慌てると「切腹します！」と口走る。コタロウの忍組の跡目となる人間だったが、お家騒動により捨て子となった。それをカシンが拾って現在に至る。モデルは服部半蔵として知られている服部正成。
ジャコー・バスク
声：三宅健太。
欧州から大神写本について調査に来た司祭。一行が四国へ向かった際に一行に加わる。42歳。所有する神器は「ツインホーン」という手甲。欧州のある地方で暴れていた牛を倒して食べようとしたら神器に変わったらしい。この経緯から“牛殺し”という二つ名を持つ。相当な強面であり、マサヒメに「鬼」と言われる。WBTヒスパニアジム会長。ジュリーによると、欧州では相当な有名人らしい。モデルはイグナチオ・デ・ロヨラ（バスク地方出身でイエズス会を作った人物）。
青葉・マサヒメ（あおば・‐）
声：後藤沙緒里。
青葉家当主の少女。14歳。奥州の山中で隣国霞家の兵に追われていたところを一行に助けられる。所有する神器「登竜扇」という扇。青葉家に伝わるものらしい。青葉家の前当主ムネアキを父に、霞家の鬼族オニヒメを母に持つ半鬼半人。イラストには描かれないが、鬼の力を封じるために眼帯をしている。武将に関しては青葉家編集の資料を持っており、武将の足の裏からセイセイの隠しハゲのことまで知っている。心優しい性格でティエンのことを「お母さん」と慕っている。「〜なのかな？ どーなんだろ？」が口癖。思い込みが激しい。モデルは伊達政宗。
東・クロウ（ひがし・‐）
声：小林沙苗。
奥州の隠れ里で暮らしていた長寿族の女性。主人公達が奥州の隠れ里に迷い込んだ際に一行に加わる。所有する神器は「三作」という弓。物語中でガンツから貰う。自動人形のベン-K型と、馬の精霊である静を従えている。600年前の東西合戦において、西家の長アラナカを壇ノ浦で滅ぼした英雄。その後従弟のクオウマルを暗殺し、さらには兄のオニタケマルに謀殺されかけるが逆に暗殺する。豪快な性格で、時折突拍子も無い発言をする。モデルは源義経。名前の元は仮名（けみょう）の「九郎」。
ベン-K型
クロウの従者を務める自動人形。クロウとともに仲間となる。所有する神器は「猪鹿蝶」という薙刀。クロウと会ったときにはすでに所持しており、クロウの馬の静に反応して共鳴音が出たという。正式名称は弁圧式自動人形-桂型、略してベンケイ。クロウとは、史実と同様京の五条大橋にて出会った。巨人族時代の本名は武蔵坊。西家巨人族の人間だったが、クロウが謀殺されかかった際に死亡し、長寿族の技術で魂を自動人形の中に移した。喋れない。モデルは武蔵坊弁慶。
ジュリー
声：置鮎龍太郎。
俗に言うおかま。大和では数が少ない修道士。堺のサアキのもとで一行に加わる。所有する神器は「デウスエクス」という線糸。この神器はアマクサが使用していた武器で、ドワルデの商館に保管されていたものを盗んだ。過去に大罪を犯し、流浪の身だった。ランマル曰く“被検体”。本名はアマクサ。平等な神の国を造ろうとした、島原の反乱の指導者。九州には彼の銅像が多数ある。過去にランマルから「大神写本」を受け取った。一行の中では「変な人代表」として見られているようで、時折槍玉に上がることがある。モデルは天草四郎。
カシン
声：長島雄一。
ティエンの教育役を務めていた老人、クロウの武術の師匠でもある。セイショウとともに一行に加わる。所有する神器は「巻法師」という杖。物語中でどこからか回収する。その正体は大精霊である。モデルは信長・秀吉を幻惑した大妖術士・果心居士。
ユキ
声：柳瀬なつみ。
トウグウの従者を務める女性。異人。御所の侍従長も務め、帝からのお目付け役としてトウグウとともに一行に加わる。所有する神器は「御用門」という十手。未亡人であり、夫は京で義賊をしていたゴエモン。十手は夫の形見である。しかし、真面目な人だったらしくキスもしていない。本名はネヴェ・ダ・ガマ。平戸の欧州商館長ドワルテの娘。ネヴェ(Nieve)とは、スペイン語で「雪」を意味する。父親のモデルは、長崎平戸に初めて訪れたと言われているポルトガル船船長ドワルテ・ダ・ガマ。

### 尾張家
尾張家は、近畿と信濃に挟まれた地域を拠点としていた大名。マサナガの代になり勢力を伸ばし、東は相模、西は九州島原までをマサナガの影響下に置いている。
“魔王”尾張・マサナガ（おわり・‐）
声：秋元羊介。
尾張家の当主にして六天魔軍の将。49歳。大昔に精霊達によって封印された魔神の力を借りて天下統一を進める大名。そのため人々からは魔王と呼ばれている。かつては「うつけ」といわれていた模様。妻であるアヅチヒメを亡くしてから変わったとされる。部下にはフジヨシを始めとする六天魔軍がいる。モデルは織田信長。
“猿女”フジヨシ
声：沢海陽子。
マサナガの部下で、六天魔軍の一人を務める女武将。尾張家の筆頭家老でもある。猿の面を常に付けている。もともとはマサナガの草履取りで、そこから手柄を立て出世していった。マサナガのためにありとあらゆる手段をとる。猿の面は「この顔では武将に見えない」とのことでマサナガから貰ったもの。モデルは豊臣秀吉。名前は秀吉が成人した時の名前である木下「藤吉」郎から。
“察知”ミナル
声：高森奈緒。
フジヨシの部下で軍師見習いの少女。15歳。計算的で冷静沈着な性格であるが、予想外の展開になると自分を見失いがちになる。ユキの夫ゴエモンの処刑を命じた人物。モデルは石田三成。
“鬼”タケマス
声：鈴木正和。
ミナルの従者にして後見人の武将。ミナルに拾われたため、忠誠はまずミナルに向けられる。モデルは島左近勝猛。
“聞き耳”／“シメオン”ナカエ
声：田中敦子。
フジヨシに誘われてマサナガ軍に入り軍師として活躍する長寿族の女性。後にエグザビアによって二つ名を“シメオン”に変える（シメオンとは「聞く」の意味）。穏やかかつ理知的な物腰でフジヨシを補佐するが、病魔に蝕まれ余命幾ばくもないため軍師の座をミナルに譲る。フジヨシに「必ずや天下を」と言い残し亡くなるが、後に線糸の真神器の使い手として呼び戻される。モデルは竹中重治。
“道化”ランマル
声：加瀬康之。
たった一人で六天魔軍の一軍を成立させてしまう武将。マサナガとは大亀裂で出会った。攻撃的な性格。嫌味を仰々しく発言し、マサナガとも対等な口振りで会話する点で「宮廷道化師」的なポジションにある。本人曰く「大断裂に封じられていた」。本名はダイゴ、カシンの子供で半精霊。南北朝戦争の首謀者で、帝と敵対している。モデルは森蘭丸および後醍醐天皇。
“赤衣の槍手”リカー
声：鈴木正和。
六天魔軍の一人。51歳。幼少期のムメイの小遣いを管理していた。モデルは前田利家。
“黒衣”セイセイ
声：樫井笙人。
六天魔軍の一人。53歳。キリューをマサナガ軍に招き入れた。幼少期のムメイに馬術を教えていた。イラストでは分からないが三日月型の隠しハゲがあり、それが露見すると逆上する。マサナガが魔神復活事業にフジヨシ一派やランマルばかり登用することに不満を持っている。モデルは佐々成政。
“鬼将”マスカー
声：高瀬右光。
六天魔軍の中では最古参の武将。67歳の鬼族。北の庄城を拠点にしている。幼少期のムメイに剣の稽古をつけていた。マサナガの妹であるシイヒメを嫁に貰っている。モデルは柴田勝家。
“暴走水軍”七曜・キリュー（しちよう・‐）
声：伊丸岡篤。
セイセイに招かれてマサナガ軍入りした、伊勢の武将。47歳。ヤクザか暴走族のような風貌だが、根はしっかりしていて無駄な殺しをしない。自らの根性を発揮することを好む熱い男。モデルは織田家のお抱え水軍として活躍した九鬼嘉隆。
“宣教の拳”エヴァンデル・エグザビア
声：江川大輔。
尾張家の食客。宣教師。WBTヒスパニアジム所属。バスクの弟子で、大神写本所在調査のためバスクに先行して欧州からやってきたが、裏切ってマサナガにつく。モデルはフランシスコ・ザビエル。名前の由来はザビエルのスペル"Xabier"から。
タマヒメ／“恩寵”グロリア
声：浅野るり。
アヅチヒメに拾われ養女として育てられた。血縁関係がないため義父マサナガへの政治的な発言力は希薄である。ティエンとは共に槍を習った親友同士。尾張家に監禁されたティエンが逃げのびたのもタマヒメの手によるものである。物語終盤になってけじめがつき、名をグロリアと改めティエンと相対することになる。モデルは明智光秀の娘の玉こと細川ガラシャ。
“能無し”マリア
声：沢城みゆき。
タマヒメの侍女で、彼女の護衛として銃を背負い戦場を駆け回る忍者。気弱な性格である。主であるタマヒメの奔放ぶりに気苦労が絶えず、タマヒメがグロリアと改名した後もそれまでの癖で『タマヒメさま』と呼んで叱られることもある。

### 葵家
葵家は、江戸に拠点を置く大名。もともとはティエンの父が反マサナガ派として治めていたが、弟のカコウが謀殺、ティエンを尾張へ人質に送った。江戸市中は水路が整備されており、火事に対処しやすくなっている。
“古狸”葵・カコウ（あおい・‐）
声：江川大輔。
葵家当主の武将。ティエンの叔父に当たる。一人称は「麻呂」。兄（ティエンの父親）を殺害し、ティエンを人質に出したが、それは兄との話し合いの結果であって葵家をどんな形であれ存続させるのが目的だった。尾張に送ったのは、反マサナガの精神を残すため。マサナガへの忠誠心を見せるために、九州の島原で起きた反乱を数日で鎮圧させた。この戦で十数万の民を虐殺した。部下に葵四天王がいる。モデルは徳川家康。
葵四天王（あおいしてんのう）
カコウに仕える四人の武将。“蜻蛉切り”のカツ、“大太鼓”のツグ、“檄文”のヤス、“人斬り”のナオからなる。カツは長寿族、ナオは自動人形。キャッチフレーズは「一騎当千葵四天王」。モデルは徳川四天王。順に、本多忠勝、酒井忠次、榊原康政、井伊直政。

### 相模家
相模家は、東西合戦の勝者である東家の流れを汲む長寿族の大名。当主のシセイが強硬な対外政策をとっていたが、ティエンの働きかけにより南総・奥州と対マサナガの軍事同盟を結んだ。しかし、マサナガ軍による水攻めに遭い最終的に相模は降伏する。
“人形姫”相模・シナオ（さがみ・‐）
声：岡村明美。
相模家の次期当主となる長寿族の姫。父親で当主のシセイを助けている。自動人形の扱いに長けており、相模家の誇る自動人形軍団を統率していることを一因として人形姫と呼ばれている。風貌こそ女性のものであるが、長寿族の技術により子孫を残すための身体改造を受けているため性別を持たない。「伴侶を得た時に性別が決定される」存在であることが“人形姫”と呼ばれる一因でもある。主人公と相対した後、主人公一行が戦乱の世に一石を投じるだろうと思うようになり一行に協力する。モデルは北条氏直だが、同じ家で敵味方に別れ、最終的に味方に付き家を守るという点では真田信之もモデルと言える。
“風魔”コタロウ
声：田上由希子。
相模家忍者軍団の若き頭目でありシナオに影の如く付き従っている。生真面目でまっすぐな性格であり、その性格ゆえに色々苦労している。シナオが主人公達に助力する事になっても真・神器の使い手として、そしてフジヨシ軍の配下として主人公達と敵対する。モデルは風魔小太郎。

### 霞家
霞家は、奥州の西側を治める鬼族の大名。東側を治める青葉家と長く争っていた。姓の由来は山形城の通称、霞城。
“鬼斬り”霞・ギミッツ（かすみ・‐）
声：加瀬康之。
霞家当主の武将。妹のオニヒメが青葉家に嫁いだため、マサヒメにとっては伯父に当たる。豪快な性格で退くことを知らないが、葵家攻撃の際に陽動として初めて退却という策をとった。姪であるマサヒメのことを多少なりとも気遣っている。モデルは最上義光。

### 六文家
六文家は、信濃の甲斐家に仕える大名。政情の変化に伴い、主家を尾張家に変える。小国ではあるが、六文十勇士という忍者部隊がいる。
“大和一”六文・シゲ（りくもん・‐）
声：中村俊洋。
六文家の当主。六文十勇士を率いる。主国であった甲斐家のマサライが滅びた後、マサナガに付く。モデルは真田幸村として知られている真田信繁。

### 郡山家
郡山家は、中国地方を治める大名。ガンツの代に勢力を一気に伸ばした新興勢力。欧州にも詳しい。
郡山・ガンツ（こおりやま・‐）
声：鈴木正和。
郡山家の当主。欧州にも詳しく、大神写本について主人公一行に警告する。モデルは毛利元就。
郡山・テルヒメ（こおりやま・‐）
声：杉崎菜穂子。
郡山家の次期当主の姫。25歳。気丈な性格。マサナガ軍入りした後には、主人公一行と対峙することになる。兄と弟がいたが、「テルヒメが一番弱いから」という理由で二つの仙玉「清流」と「濁流」に姿を変えている。モデルは毛利輝元。

### 東家・西家
“万咆将”西・アラナカ（にし・‐）
声：奥田啓人。
西家筆頭の巨人族。東西合戦末期に壇ノ浦でクロウに討たれる。マサライ軍との戦い及び江戸襲撃時はまともに話せなかったが壇ノ浦での再戦の時には流暢に話す。「カシンに気をつけろ」と言い残し二度目の人生を終える。モデルは平知盛で、名の由来は彼の官位「新中納言」より。
“大将軍”東・オニタケマル（ひがし・‐）
声：安斉一博。
東家筆頭の長寿族。西家を滅ぼし幕府を開く。クロウに暗殺をしかけるが失敗し、クロウ自身に暗殺される。マサナガらの手により現世に復活する。小さくて元気な子供が好き。モデルは源頼朝で、名の由来は彼の幼名「鬼武丸」。
“叩き潰し”東・クオウマル（ひがし・‐）
声：新垣樽助。
東家の武将でオニタケマルの弟。木曽出身の豪族で、東家最強の武人と言われる。東西合戦後に放蕩が過ぎたためクロウに暗殺される。マサナガらの手により現世に復活。モデルは源義仲で、名の由来は彼の幼名「駒王丸」。
トモエ
クオウマルの「妻」で長寿族の女性。自分の事を「俺」と呼ぶ。クオウマルの死後は彼の遺体を護るために過ごしていたがクオウマルが復活した事で、オニタケマル・クオウマル共々主人公の前に立ちはだかる。神術の使い手で、主に2人の援護に回る。モデルは巴御前。

### その他
帝（みかど）
声：田中敦子。
大和を治める大精霊。京の御所にいる。基本的には人間のことに関しては不干渉であるが、魔神復活を阻止するために諸大名にマサナガ討伐令を出す。鷹鏡で大神を斬ったのは帝である。
トウグウ
声：沢城みゆき。
帝の子供で半精霊。ランマル曰く「帝が人の世に関るために産んだ」。精霊の力を抑える力を持つ。名前の由来は、皇太子を指す「東宮」から。
“光の如し”サアキ
声：幸田夏穂。
堺に住む大賢者、弁士には「ぐうたら賢者」と言われる。医療院を経営しており街の人々の治療に注力している。当初、主人公一行に対し排他的な面を見せていたが、のちに和解し主人公一行の頼れる知恵袋となった。始めから全てのことの真相を知っていたようにも見えるが、情報収集と自らの推測などにより真相に至っただけである。一人称は「お姉ちゃん」、語尾には「さね」をつけることが多い。モデルは顕如（名前の由来は彼の諱「光佐」より）。
“北方王者”シュウコウ
奥州の隠れ里の長で長寿族。長らく外界には不干渉を貫いていたが、主人公たちが隠れ里を訪れ、クロウ達が旅立った事を機に彼らの旅に間接的に関与する。神器が壊れた際には修理も引き受ける事となる。モデルは藤原秀衡。
魔神
大断裂に封印されているというが、マサナガが封印を解く。
大神
欧州では精霊たちの上にいるとされるが、その存在が怪しまれている。なぜなら精霊たちがその存在を否定しているためである。そのため、大神と対話できるとされる「大神写本」の捜索が急がれている。
弁士
声：松岡由貴。
壮大な物語の要所に軽妙な口調で演出する語り部。条件を満たすと「挑戦状10」で弁士と戦うことが出来る。

## 主題歌
オープニングテーマ「君のカケラ」
歌：後藤沙緒里 / 作詞：芦原みき / 作曲・編曲：HΛL
エンディングテーマ「déjàvu」
歌：後藤沙緒里 / 作詞：さくら / 作曲・編曲：浅井裕子

## 関連書籍
- Twelve〜戦国封神伝〜 ザ・コンプリートガイド ISBN 4840232210